# Eremias montanus
Eremias montanus är en ödleart som beskrevs av Rastegar-Pouyani och Rastegar-Pouyani 2001. Eremias montanus ingår i släktet löparödlor, och familjen lacertider. IUCN kategoriserar arten globalt som livskraftig. Inga underarter finns listade i Catalogue of Life.
Arten förekommer i bergstrakter och på högplatå i Iran. Den vistas i regioner som ligger 1800 till 2800 meter över havet. Regionen är täckt av stäpper med flera buskar. I utbredningsområdet förekommer vintrar med snö.
Eremias montanus gömmer sig vid fara i buskarnas bladverk eller i jordhålor.